# 李域大道
李域大道，前稱多徹斯特大道（法語：Boulevard Dorchester），是加拿大魁北克省滿地可的一條主要街道。
該街道以魁北克省省长李域命名。沿路（從西向東）有滿地可兒童醫院、加拿大建築中心、電子商貿廣場、李域大道1250號、加拿大商業銀行大廈、聖母世界之后主教座堂、伊利沙伯女皇酒店、瑪麗城廣場、中央車站、研科大廈、聖博德聖殿、加鼎綜合大樓、佳法來奧綜合大樓、魁北克水電大樓、魁北克大學滿地可分校、加拿大廣播公司大樓。
該道路為加拿大廣場與多徹斯特廣場之界線。1955年，該街道拓寬為八線分隔車路。